# Anna Grużlewska
Anna Grużlewska (ur. 1969) – polska doktor historii, specjalizująca się w historii Żydów na Dolnym Śląsku, nauczycielka biologii i chemii.

## Życiorys
Ukończyła biologię na Uniwersytecie Wrocławskim. Pracę doktorską pt. Społeczność żydowska gmin Przedgórza Sudeckiego (1812–1945), napisaną pod kierunkiem dra hab. prof. Uniwersytetu Wrocławskiego Leszka Ziątkowskiego obroniła 22 kwietnia 2015 roku.
Współpracuje z Towarzystwem Społeczno-Kulturalnym Żydów w Polsce, Fundacjami: „Krzyżowa” dla Porozumienia Europejskiego (niem. Stiftung Kreisau für Europäische Verständigung) oraz z lokalnymi instytucjami oświatowymi i kultury.
Anna Grużlewska została odznaczona Brązowym Krzyżem Zasługi, Medalem Komisji Edukacji Narodowej („za szczególne zasługi dla oświaty i wychowania”), odznaczeniem „Chroniąc Pamięć” oraz medalem „Powstanie w Getcie Warszawskim” Muzeum Historri Żydów Polskich Polin (2022; „za swoją działalność na rzecz pamięci o historii Żydów w czasie II wojny światowej”).
Nauczycielka uczy biologii w Szkole Podstawowej nr 5 oraz chemii w Liceum Ogólnokształcącym nr I im. Jędrzeja Śniadeckiego w Dzierżoniowie.

## Publikacje
- Dzierżoniów w obrazie i słowie. współautorstwo z dr. Piotrem Kmiecikiem. Dzierżoniów: 2006. ISBN 978-83-925663-8-0. Brak numerów stron w książce[7]
- Żydzi z prowincji. Świdnicki i wałbrzyski okręg synagogalny 1812–1945: Dzierżoniów, Strzegom, Świdnica, Świebodzice, Wałbrzych. Dzierżoniów: Studio „Art in Design SOVA”, 2016. ISBN 978-83-945163-2-1. Brak numerów stron w książce[8][9]
- Annaberg. Obóz pracy na Górze Świętej Anny. Opole: Muzeum Śląska Opolskiego, 2017. ISBN 978-83-897988-8-6. Brak numerów stron w książce[10]
- Polska Jerozolima. Fenomen żydowskiego osiedla w powiecie dzierżoniowskim 1945–1950. Dzierżoniów: Studio „Art in Design SOVA”, 2019. ISBN 978-83-945163-5-2. Brak numerów stron w książce[11]
- Piława Górna. Gnadenfrei. współautorstwo z dr. hab. Tomaszem Przerwą i Lechem Przerwą. 2022. ISBN 978-83-945163-3-8. Brak numerów stron w książce
- Pogranicze Generalnego Gubernatorstwa – Zagłada Żydów w powiecie Ostrów Mazowiecka. przyszłe wydanie. Brak numerów stron w książce[4]

## Odznaczenia
- Brązowy Krzyż Zasługi, 2007
- „Chroniąc Pamięć”, 2014[12]
- Medal Komisji Edukacji Narodowej, 2015[13]
- Honorowy Medal „Powstanie w Getcie Warszawskim”, 2022[14]